# Přístav

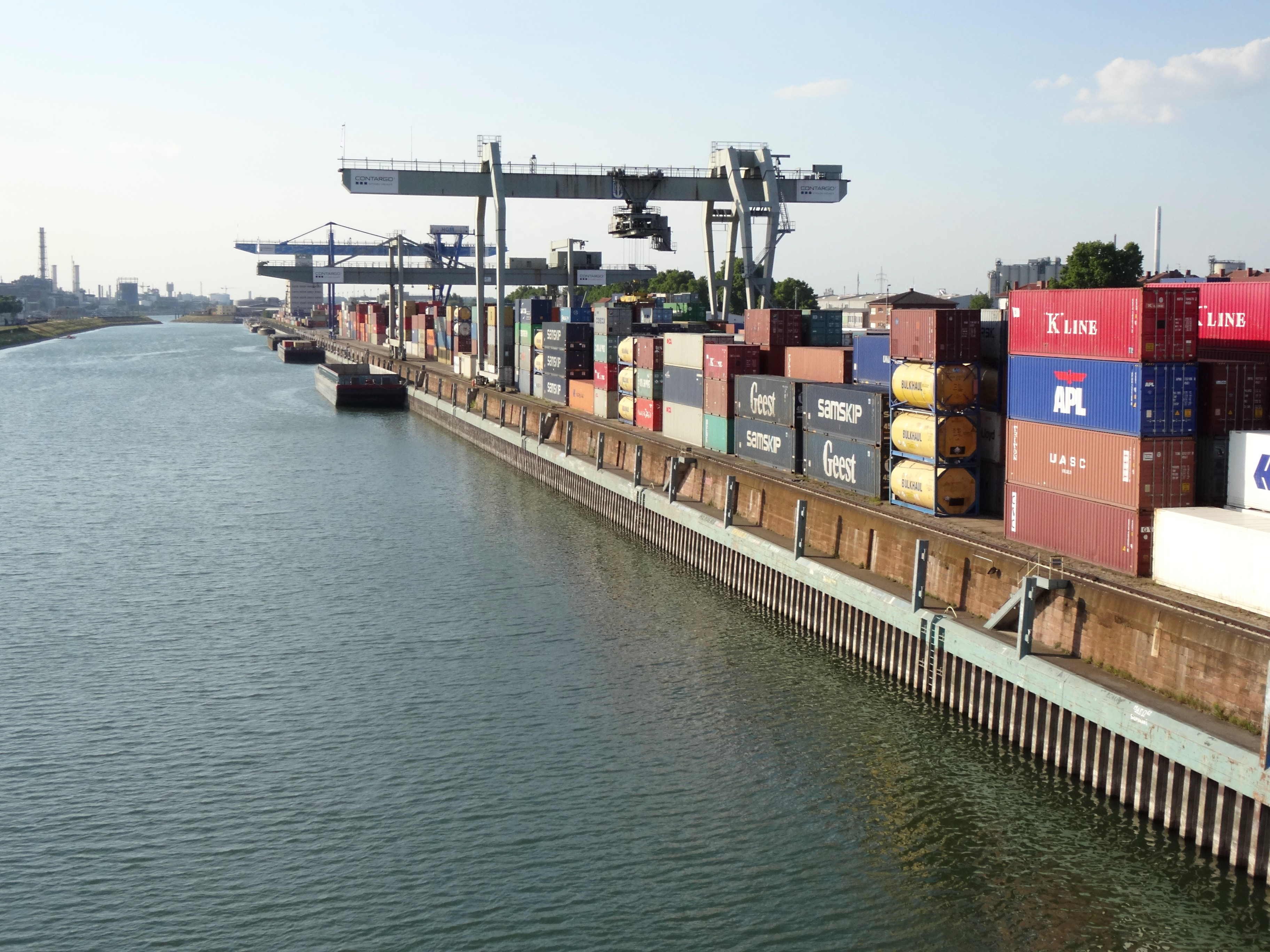
Přístav v německém Mannheimu

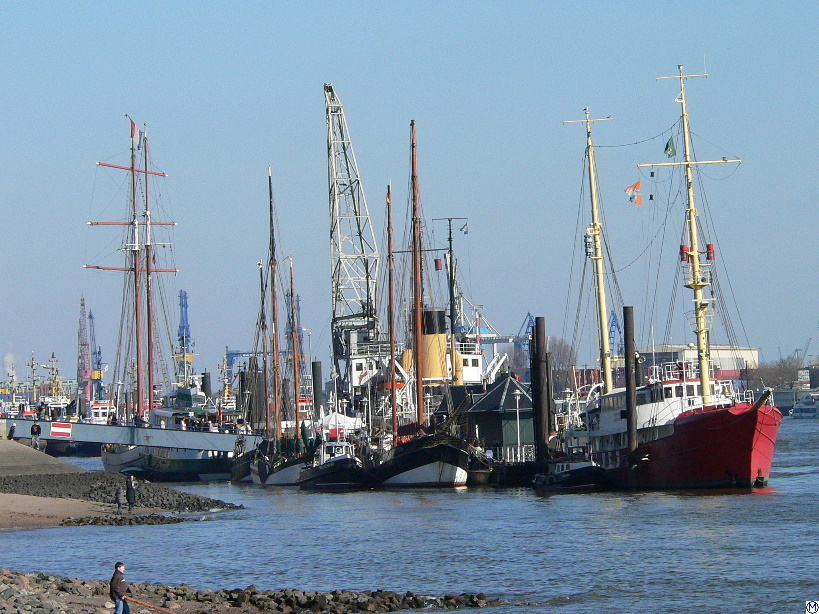
Přístav v německém Hamburku

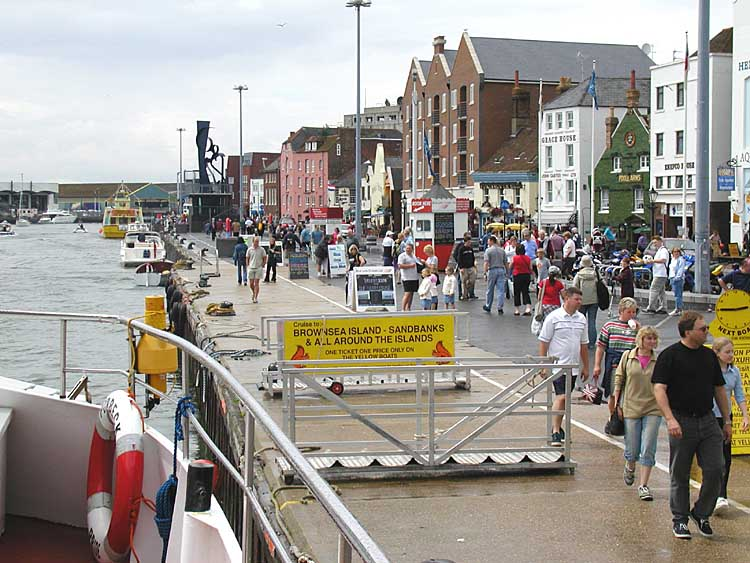
Přístavní ruch v Dorsetu (Anglie)

Přístav je soustava ploch a zařízení, nacházející se na vhodném místě břehu řeky nebo moře. Jeho účelem je umožnit bezpečné kotvení, manipulaci s plavidly, zajištění snadné nakládky a vykládky zboží a naloďování a vyloďování osob a dopravu zboží a osob dál do vnitrozemí. Základní stavbou přístavu je přístavní molo.
Podle umístění se dělí přístavy na říční a námořní. Námořní přístavy jsou přizpůsobeny k přijímání větších lodí. Říční přístavy přijímají lodě, jejichž velikost i ponor jsou omezeny ostatními stavbami na řekách.
České právní předpisy obsahově rozlišují pojmy přístav, přístaviště, překladiště, vývaziště a kotviště.

## Přístavy v Česku
Na české vnitrozemských vodních cestách se nachází několik přístavů. Přístavy se dělí na veřejné a neveřejné; přístav může mít též ochrannou funkci, která má zajistit bezpečné stání nebo stání při povodních či zámraze nebo chodu ledu. Povolení k provozování přístavu uděluje Státní plavební správa. Veřejné přístavy jsou evidovány v systému říčních informačních služeb.
V Praze jsou veřejné přístavy v Libni a na druhé straně řeky v Holešovicích, na Smíchově a v Radotíně. Další přístavy jsou na Labi v úseku mezi Mělníkem a Hřenskem. Protože se ale v ČR provozuje jen říční plavba, jejich význam je relativně malý. Nezanedbatelným elementem je také skutečnost, že Česká republika doposud výrazně nepokročila při realizaci plavebních stupňů Přelouč a Děčín, které by umožnily trvalejší splavnost řeky Labe.
Česká republika se zavázala k rozvoji vnitrozemských vodních cest, jejichž součástí jsou i přístavy, např. v nařízení TEN-T nebo dohodě AGN.